# Copa Femenina de Francia
La Coupe de France Féminine (pronunciación en francés: /kup də fʁɑ̃s/: [kup də fʁɑ̃s], Copa Femenina de Francia), antes llamada Challenge de France, es una competición de copa, exclusivamente para clubes de fútbol femenino franceses. La competencia está abierta a todos los equipos femeninos profesionales y no profesionales en Francia. La edición inaugural de la competencia se llevó a cabo en 2001. El partido final de la competencia normalmente se lleva a cabo en el Stade de France; sin embargo, se pueden usar otras sedes. A partir de la temporada 2011-12, la competición se juega bajo el nombre de Coupe de France Féminine después de haber sido jugada anteriormente con el nombre Desafío de Francia.

## Historia
El primer torneo se celebró por primera vez durante la temporada 2001-02. La competición coincidió con la edición inaugural de la Copa Femenina de la UEFA, que ahora se conoce como la Liga de Campeones Femenina de la UEFA. La competición es el único torneo en Francia reservado para jugadoras profesionales. La participación de los clubes regionales es voluntaria, sin embargo, los clubes que participan desde la D3 Féminine o superior deben participar a menos que circunstancias imprevistas no lo permitan.
Olympique Lyonnais es el club más exitoso en la competencia, con nueve títulos.

## Finales
Lista de todas las finales jugadas hasta el 2024:
| Fecha               | Ganador                                   | Subcampeón                                | Resultado                                 |
| ------------------- | ----------------------------------------- | ----------------------------------------- | ----------------------------------------- |
| 15 de junio de 2002 | Toulouse FC                               | Olympique de Lyon                         | 2–1                                       |
| 15 de junio de 2003 | FC Lyon                                   | Montpellier Hérault SC                    | 4–3                                       |
| 12 de junio de 2004 | FC Lyon                                   | US Compiègne                              | 2–0                                       |
| 15 de mayo de 2005  | Paris F. C. /Juvisy                       | Olympique de Lyon                         | 1–1 (5–4)                                 |
| 12 de junio de 2006 | Montpellier Hérault SC                    | Olympique de Lyon                         | 1–1 (4–3)                                 |
| 12 de mayo de 2007  | Montpellier Hérault SC                    | Olympique de Lyon                         | 3–3 (3–0)                                 |
| 3 de junio de 2008  | Olympique de Lyon                         | París Saint-Germain                       | 3–0                                       |
| 5 de junio de 2009  | Montpellier Hérault SC                    | Mans FC                                   | 3–1                                       |
| 23 de mayo de 2010  | París Saint-Germain                       | Montpellier Hérault SC                    | 5–0                                       |
| 21 de mayo de 2011  | AS Saint-Étienne                          | Montpellier Hérault SC                    | 0–0 (3–2)                                 |
| 13 de mayo de 2012  | Olympique de Lyon                         | Montpellier Hérault SC                    | 2–1                                       |
| 8 de junio de 2013  | Olympique de Lyon                         | AS Saint-Étienne                          | 3–1                                       |
| 7 de junio de 2014  | Olympique de Lyon                         | París Saint-Germain                       | 2–0                                       |
| 18 de abril de 2015 | Olympique de Lyon                         | Montpellier Hérault SC                    | 2–1                                       |
| 15 de mayo de 2016  | Olympique de Lyon                         | Montpellier Hérault SC                    | 2–1                                       |
| 19 de mayo de 2017  | Olympique de Lyon                         | París Saint-Germain                       | 1–1 (7–6)                                 |
| 9 de junio de 2018  | París Saint-Germain                       | Olympique de Lyon                         | 1–0                                       |
| 8 de mayo de 2019   | Olympique de Lyon                         | Lille OSC                                 | 3–1                                       |
| 9 de agosto de 2020 | Olympique de Lyon                         | París Saint-Germain                       | 0–0 (4–3)                                 |
| 2021                | No se disputó por la Pandemia de COVID-19 | No se disputó por la Pandemia de COVID-19 | No se disputó por la Pandemia de COVID-19 |
| 15 de mayo de 2022  | París Saint-Germain                       | FF Yzeure                                 | 8–0                                       |
| 13 de mayo de 2023  | Olympique de Lyon                         | París Saint-Germain                       | 2-1                                       |
| 4 de mayo de 2024   | París Saint-Germain                       | FC Fleury 91                              | 1-0                                       |

### Palmarés
| Club                        | Títulos | Años ganadores                                             |
| --------------------------- | ------- | ---------------------------------------------------------- |
| Olympique de Lyon           | 10      | 2008, 2012, 2013, 2014, 2015, 2016, 2017, 2019, 2020, 2023 |
| París Saint-Germain F. C.   | 4       | 2010, 2018, 2022, 2024                                     |
| Montpellier Héraut S. C.    | 3       | 2006, 2007, 2009                                           |
| Toulouse F. C.              | 1       | 2002                                                       |
| Paris F. C./F. C. F. Juvisy | 1       | 2005                                                       |
| A. S. Saint-Étienne         | 1       | 2011                                                       |